# Brandon Williams (calciatore)
Brandon Paul Brian Williams (Manchester, 3 settembre 2000) è un calciatore inglese, di ruolo difensore dell'Hull City.

## Caratteristiche tecniche
È un terzino destro, dispone anche di ottime caratteristiche offensive, bravo tecnicamente e nel fornire assist ai compagni.

## Carriera
Cresciuto nel settore giovanile del Manchester Utd, ha esordito in prima squadra il 25 settembre 2019 in occasione dell'incontro di Carabao Cup vinto ai rigori contro il Rochdale.
Il 3 ottobre 2019 ha esordito nelle competizioni europee disputando l'incontro della fase a gironi di Europa League pareggiato 0-0 contro l'AZ Alkmaar e poche settimane più tardi ha debuttato anche in Premier League giocando i minuti finali della sfida casalinga pareggiata 1-1 contro il Liverpool.
Il 23 agosto 2021 viene ceduto in prestito al Norwich City.
Il 24 agosto 2023 passa in prestito all'Ipswich Town. Terminato il prestito ritorna al Manchester United, che, il 5 giugno 2024 annuncia la volontà di non rinnovare il contratto al giocatore.
Il 15 agosto 2025 si trasferisce all'Hull City, firmando un contratto annuale.

## Statistiche

### Presenze e reti nei club
Statistiche aggiornate al 7 maggio 2023.
| Stagione              | Squadra               | Campionato            | Campionato | Campionato | Coppe nazionali | Coppe nazionali | Coppe nazionali | Coppe continentali | Coppe continentali | Coppe continentali | Altre coppe | Altre coppe | Altre coppe | Totale | Totale | Totale |
| Stagione              | Squadra               | Comp                  | Pres       | Reti       | Comp            | Pres            | Reti            | Comp               | Pres               | Reti               | Comp        | Pres        | Reti        | Pres   | Reti   |        |
| --------------------- | --------------------- | --------------------- | ---------- | ---------- | --------------- | --------------- | --------------- | ------------------ | ------------------ | ------------------ | ----------- | ----------- | ----------- | ------ | ------ | ------ |
| 2019-2020             | Manchester Utd        | PL                    | 17         | 1          | FACup+CdL       | 6+5             | 0               | UEL                | 8                  | 0                  | -           | -           | -           | 36     | 1      |        |
| 2020-2021             | Manchester Utd        | PL                    | 4          | 0          | FACup+CdL       | 2+2             | 0+0             | UCL+UEL            | 2+4                | 0+0                | -           | -           | -           | 14     | 0      |        |
| ago. '21              | Manchester Utd        | PL                    | 0          | 0          | FACup+CdL       | 0+0             | 0+0             | UCL                | -                  | -                  | -           | -           | -           | 0      | 0      |        |
| ago. '21-2022         | Norwich               | PL                    | 26         | 0          | FACup+CdL       | 2+1             | 0+0             | -                  | -                  | -                  | -           | -           | -           | 29     | 0      |        |
| 2022-2023             | Manchester Utd        | PL                    | 0          | 0          | FACup+CdL       | 0+1             | 0+0             | UEL                | 0                  | 0                  | -           | -           | -           | 1      | 0      |        |
| Totale Manchester Utd | Totale Manchester Utd | Totale Manchester Utd | 21         | 1          |                 | 16              | 0               |                    | 14                 | 0                  |             | -           | -           | 51     | 1      |        |
| Totale carriera       | Totale carriera       | Totale carriera       | 47         | 1          |                 | 19              | 0               |                    | 14                 | 0                  |             | -           | -           | 80     | 1      |        |